# Agustina Cabo
Agustina Cabo (Buenos Aires, 17 de abril de 2001) es una actriz argentina. Es conocida por sus papeles en televisión en El Jardín de Clarilú (2011–2015), Silencios de familia (2016) y Simona (2018), mientras que en cine se destacó en la película Mamá se fue de viaje (2017).

## Carrera profesional
Cabo comenzó su carrera profesional cuando tuvo una pequeña aparición en el cortometraje estadounidense-suizo Passage (2009) dirigido por el cineasta indio Shekhar Kapur, que fue grabado en Buenos Aires e interpretó a Tania, la versión infantil del personaje compartido con la actriz inglesa Lily Cole. Poco después, a la edad de 10 años, Agustina comenzó a grabar el programa infantil El Jardín de Clarilú (2013) de Disney Channel, donde fue la protagonista por cuatro años, lo cual también le permitió trabajar en otras producciones de Disney como Sofia the First, en la cual prestó su voz para el personaje de Amber y realizó una participación especial en la segunda temporada de la telenovela infantojuvenil Violetta, donde personificó a Ámbar Di Pietro, la hermanastra de la protagonista. En ese mismo tiempo, Cabo repitió el papel de Clarilú en las obras teatrales La casa de Disney Junior (2012–2013) en el teatro Nacional y Junior Express (2013) en el teatro Ópera.
En 2013, formó parte del elenco infantil de la obra Insomnio recargado dirigida por Ricky Pashkus y actuó en algunos capítulos de la telenovela Solamente vos emitida por El trece, donde interpretó a Mía. En 2014, fue nuevamente dirigida por Pashkus en la obra de teatro Hora y cuarto estrenada en el Centro Cultural Borges. Al año siguiente, Cabo jugó el papel de Celeste en la obra El parador de Valeria en el Centro Cultural San Martín y a su vez conformó el elenco principal de la obra Yo no duermo la siesta dirigida por Paula Marull, en la cual interpretó a Rita. Luego, Agustina actuó como Mía Diamante en la serie Silencios de familia (2016) emitida por El trece. Ese mismo año, apareció en la obra teatral Los anémicos dirigida por Dalia Elnecavé. Asimismo, prestó su voz para la obra Los ojos de Ana dirigida por Marull en el espacio Callejón.
A partir del 2017, Agustina coprotagonizó las obras teatrales Idénticos en el Multiteatro y El diario de Ana Frank en el Centro Cultural 25 de Mayo. Ese mismo año, apareció en la película Mamá se fue de viaje, donde interpretó a Lara Garbo, la hija de los personajes de Diego Peretti y Carla Peterson. Por este papel, Cabo recibió una nominación a los premios Sur como mejor actriz revelación. Su siguiente papel fue en la telenovela juvenil musical Simona, donde personificó a Agustina Becker, cuyo papel también volvió a repetir en la versión teatral. En el 2019, integró el elenco de la obra Las del barranco en el papel de Manuela y protagonizó el cortometraje Los impuros por el cual recibió el premio a la mejor actriz en el festival de cine Buenos Aires Rojo Sangre.
En 2020, Cabo protagonizó la obra La clase online de Vale donde pasó lo que pasó con Sofi, una obra transmitida en streaming, debido a la pandemia por Covid-19. También, en ese año, se estrenó la película Yo, adolescente donde se puso en el papel de María, uno de los intereses amorosos del protagonista. Poco después, regresó al teatro presencial con la obra Juegos, cuál es tu límite dirigida por Ariel del Mastro y Marcelo Caballero en el Paseo La Plaza. En 2021, fue una de las protagonistas de la serie Mi amigo hormiga que fue grabada durante la cuarentena y se estrenó por Flow. Ese mismo año, se sumó al elenco secundario de la telenovela La 1-5/18 emitida por El trece, donde interpretó a Nancy, una madre adolescente que es acosada por su expareja. Asimismo, escribió y protagonizó su propia obra de teatro titulada Mirarnos así hasta morirnos, donde actuó con Carolina Kopelioff en el Centro Cultural 25 de Mayo. Después, Agustina apareció en la película dramática El perfecto David como Romina, la cual se estrenó 9 de diciembre de 2021 y fue dirigida por Felipe Gómez Aparicio.

## Filmografía

### Cine
| Año  | Título                | Papel         | Notas        |
| ---- | --------------------- | ------------- | ------------ |
| 2009 | Passage               | Tania pequeña | Cortometraje |
| 2017 | Mamá se fue de viaje  | Lara Garbo    |              |
| 2019 | Los impuros           | Cali          | Cortometraje |
| 2020 | Yo, adolescente       | María         |              |
| 2021 | El perfecto David     | Romina        |              |
| 2024 | Gala y Kiwi           | Kiwi          |              |
| 2024 | El cinturón de Olivia | Olivia        |              |

### Televisión
| Año       | Título               | Papel            | Notas          |
| --------- | -------------------- | ---------------- | -------------- |
| 2011-2014 | El Jardín de Clarilú | Clarilú          |                |
| 2013-2018 | Sofia the First      | Amber            | Doblaje de voz |
| 2013      | Violetta             | Ámbar Di Pietro  |                |
| 2013      | Solamente vos        | Mía              |                |
| 2016      | Silencios de familia | Mía Diamante     |                |
| 2018      | Simona               | Agustina Becker  |                |
| 2021      | Mi amigo hormiga     | Ámbar            |                |
| 2021      | La 1-5/18            | Nancy Pintos     |                |
| 2023      | Freeks               | Isabella Segovia |                |
| 2023-2024 | Train Jam            | Rita             |                |
| TBA       | Inadaptada           | Paula            | Próxima serie  |

## Teatro
| Año        | Título                                                  | Papel           | Lugar                             |
| ---------- | ------------------------------------------------------- | --------------- | --------------------------------- |
| 2012-2013  | La casa de Disney Junior                                | Clarilú         | Teatro Nacional / Teatro Gran Rex |
| 2013       | Junior Express                                          | Clarilú         | Teatro Ópera                      |
| 2013       | Insomnio recargado                                      |                 | Centro Cultural Borges            |
| 2014       | Hora y cuarto                                           |                 | Centro Cultural Borges            |
| 2015       | El parador de Valeria                                   | Celeste         | Centro Cultural San Martín        |
| 2015-2018  | Yo no duermo la siesta                                  | Rita            | Espacio Callejón                  |
| 2016       | Los anémicos                                            | Karina          | La Casona Iluminada               |
| 2016-2017  | Los ojos de Ana                                         | Voz             | Espacio Callejón                  |
| 2017       | Idénticos                                               |                 | Multiteatro                       |
| 2017       | El diario de Ana Frank                                  | Margot Frank    | Centro Cultural 25 de Mayo        |
| 2018       | Simona, en vivo                                         | Agustina Becker | Estadio Luna Park                 |
| 2019       | Las del barranco                                        | Manuela         | Centro Cultural 25 de Mayo        |
| 2019       | Bosquejo de alturas                                     | Presa           | Centro Cultural Paco Urondo       |
| 2020       | La clase online de Vale donde pasó lo que pasó con Sofi | Sofía           | Teatro Streaming                  |
| 2020-2021  | Juegos, cuál es tu límite                               | Carolina        | Paseo La Plaza                    |
| 2021       | Mirarnos así hasta morirnos                             | Martina         | Centro Cultural 25 de Mayo        |
| 2022, 2024 | El juego II, inicios                                    | Matilda         | El Método Kairós                  |
| 2022       | Granada                                                 | Persefone       | Teatro Coliseo                    |
| 2023-2024  | La pilarcita                                            | Celina          | El Camarín de las Musas           |

## Premios y nominaciones
| Año  | Organización             | Categoría               | Trabajo              | Resultado | Ref(s) |
| ---- | ------------------------ | ----------------------- | -------------------- | --------- | ------ |
| 2017 | Premios Sur              | Mejor actriz revelación | Mamá se fue de viaje | Nominada  | [ 7 ]  |
| 2019 | Buenos Aires Rojo Sangre | Mejor actriz            | Los impuros          | Ganadora  | [ 8 ]  |